# Крузуба тетра
Крузуба тетра (Exodon paradoxus) є єдиним представником роду Exodon і є прісноводною рибою родини харацинових (родини Characidae) ряду Characiformes. Її батьківщиною є басейн Амазонки та Гаяна. Хоча вперше описано в 1845 році, вона не була імпортована і поширена в акваріумах до 1932 року.
Цей вид має типовий витягнутий вид тетри; вона світло-коричневого кольору з двома чіткими чорними плямами (одна перед хвостом і інша під спинним плавцем). Спинний плавець яскраво-червоний. Найменування «крузуб» не описує зовнішній вигляд риби, оскільки в тетри крузубою немає ознак наявності зубів. Вона виростає до максимальної загальної довжини приблизно 12 см (4,7 в).
Природний раціон риб складається з дрібних безхребетних, інших риб і рослин. Це небезпечний партнер для акваріума для інших тетр, оскільки він поїдає дрібну рибу, також він небезпечний для більших видів, оскільки він сумнозвісний лепідофаг. Крузубу тетру найкраще тримати поодинці або у великих акваріумах із рослинами, які забезпечують адекватне захисне покриття для інших видів. Їх найкраще тримати зграями по вісім або більше; зграя менше восьми буде чіплятися один за одного і напружувати екзодонти до точки, коли або підхопить хворобу, або помре від тяжких ран. В іншому випадку вона надзвичайно витривала і може жити в домашніх акваріумах більше десяти років.